# Cesarica Suiko
Cesarica Suiko (推古天皇 Suiko-teno, 554 – 15. aprila 628) je 33. japonska cesarica v skladu s tradicionalnim dednim nasledstvom. Vladala je med leti 593 in 628.
V japonski zgodovini je bila prva med osmimi ženskami, ki je prevzela vlogo cesarice regentke. Po njej so sledile Kogjoku/Saimei, Džito, Genmei, Genšo, Koken/Šotoku, Meišo in Go-Sakuramači.

## Tradicionalna zgodba
Pred zasedbo krizantemskega prestola je bilo njeno osebno ime (imina) Mikekašija-hime-no-mikoto, tudi Tojomike Kašikija hime no Mikoto.
Imela je mnoga imena, med njimi princesa Nukatabe, (verjetno posmrtno) pa tudi Tojomike Kašikija. Bila je hčerka cesarja Kinmeia. Njena mama je bila hčerka Soga no Inameia, Soga no Kitašihime. Po mami je bila mlajša polsestra cesarja Jomeia.

### Življenje
Cesarica je bila polbratova družica, po smrti njegove prve žene pa je tudi uradno postala cesarska družica. Rodila je sedem otrok.
Po Bidacujevi smrti je njen brat, cesar Jomei, vladal dve leti do bolezenske smrti. Po njegovi smrti je prišlo do ponovnega spora med klanoma Soga in Mononobe. Slednji je podprl princa Anahobeia, prvi pa cesarja Sušuna, ki je leta 587 zasedel prestol. Po nekaj letih je začel cesar zavračati moč Soga no Umaka, vodjo klana Soga, zato ga je dal ta leta 592 iz strahu in previdnosti ubiti. Nastop cesarice Suiko na prestol je prvi od mnogih primerov zamašitve vakuuma moči na japonskem cesarskem prestolu z žensko vladarico, saj bi lahko vakuum privedel do boja za prevlado nad prestolom.
- 593 : V drugem letu vladavine (崇峻天皇二年) je cesar umrl. Učenjaki so določili, da pripada nasledstvo (senso)[9] cesarici in družici cesarju Bidacu, ki je kot cesarica Seiko zasedla prestol (sokuj).[3][4][10]

Njen dejanski naziv je bil verjetno Sumeramikoto ali Amenošita Širošimesu Okimi (治天下大王, "velika kraljica, ki vlada pod nebesi"), saj se naziv teno pojavi šele v času cesarja Tenmuja in cesarice Džito. Lahko da so jo nazivali z Jamato Okimi (ヤマト大王/大君, "velika kraljica Jamata").
Naslednje leto je bil princ Šotoku imenovan za regenta. Čeprav se zdi, da sta s Soga no Umakom vihtela vso moč, cesarica ni bila povsem nemočna. Že samo njena dolga vladavina nakazuje na pomembne politične veščine.
Leta 599 je potres v provinci Jamato (današnja prefektura Jamato) uničil veliko zgradb.
Leta 624 se je uprla zahtevi Soga no Umaka, ki je želel cesarsko ozemlje, znano kot Kazuraki no Agata, kar kaže na njeno neodvisnost. Eden dosežkov njene vladavine je sprejetje budizma leta 594 z ediktom treh cvetočih zakladov. Bila je ena prvih budističnih monarhov; pred nastopom na prestol je sprejela zaprisego nune.
Leta 600 so je odprl odnos s kitajsko dinastijo Sui, leta 603 so sprejeli konfucionistični sistem rangiranja uradnikov, leta 604 pa sedemnajstčlensko ustavo.
Istega leta je sprejela tudi koledar Džikkan Džuniši (heksagenarni cikel).
V času, ko so nasledstvo določale vodje klanov, je cesarica na smrtni postelji samo bežno nakazala nasledstvo. Prvi predlog je bil princ Tamura (cesar Džomei), vnuk cesarja Bidacuja, ki ga je podpirala glavna linija klana Soga (tudi Soga no Emiši), drugi pa princ Jamaširo, sin princa Šotokuja, ki so ga podpirali manj vidni člani klana. Po kratkem boju, v katerem je bil ubit eden glavnih podpornikov princa Jamašira, je bil leta 629 princ Tamura izbran za prestol.
Cesarica Suiko je vladala 35 let. Čeprav je bilo še sedem drugih cesaric, so bili nasledniki navadno izbrani iz moške strani družine. Nekateri konzervativni učenjaki trdijo, da so bile ženske na prestolu samo začasne vladarice, zaradi česar je potrebno tudi v 21. stoletju vzdrževati moško nasledstvo. Cesarica Genmei, ki jo je nasledila hčerka, cesarica Genšo, ostaja edina izjema tem argumentu.
Dejanski kraj cesaričinega groba je znan. Tradicionalno jo častijo v spominskem šintoističnem svetišču (misasagi) v Osaki. Cesarska hiša je posvetila to lokacijo kot njegov mavzolej. Uradno se imenuje Šinaga no Jamada no misasagi.